# Luis Pérez Rodríguez
Luis Pérez Rodríguez (* 16. Juni 1974 in Torrelaguna) ist ein ehemaliger spanischer Radrennfahrer.

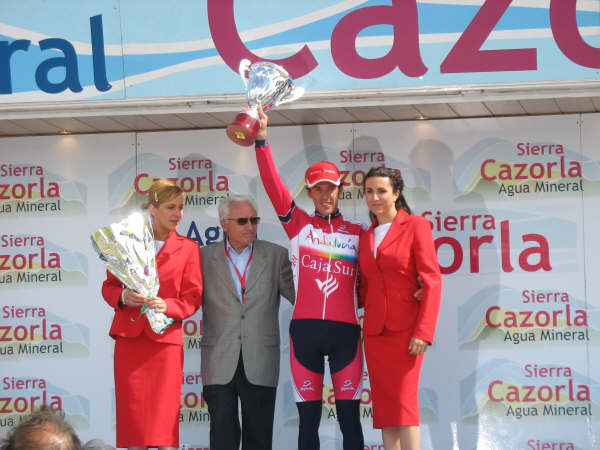
Luis Pérez bei der Siegerehrung des Clásica Alcobendas

## Laufbahn
Luis Pérez begann seine Profikarriere 1995 bei dem spanischen Radsport-Team ONCE. 1999 nahm er zum ersten Mal an der Tour de France teil und beendete sie auf dem 29. Gesamtrang. Daraufhin wechselte er zum Team Vitalicio Seguros. Nach nur einem Jahr dort ging er für ein weiteres Jahr zum Team Festina. Ab 2002 fuhr er für das deutsche Team Coast. Da es im Frühjahr 2003 aufgrund finanzieller Probleme aufgelöst wurde, wechselte er zur Équipe Cofidis. Bei der Vuelta a España 2003 feierte er seinen bis dato größten Erfolg: Er gewann die zweite Etappe von Gijón nach Cangas de Onís.
Pérez startete zweimal bei der Tour de France und insgesamt viermal bei der Vuelta a España; seine besten Platzierungen in Spanien waren jeweils ein zehnter Platz bei der Vuelta a España 2003 und der Vuelta a España 2006. 2007 beendete er seine Radsport-Laufbahn.

## Erfolge
- 2003: eine Etappe Vuelta a España
- 2007: eine Etappe und Gesamtwertung Clásica Alcobendas, eine Etappe Vuelta a España

## Teams
- 1995–1999 ONCE
- 2000 Vitalicio Seguros-Grupo Generali
- 2001 Festina
- 2002–2003 Team Coast (bis 31. März)
- 2003–2006 Équipe Cofidis (ab 1. April.)
- 2007 Andalucía-Cajasur